# Daniel Cramer (Theologe)

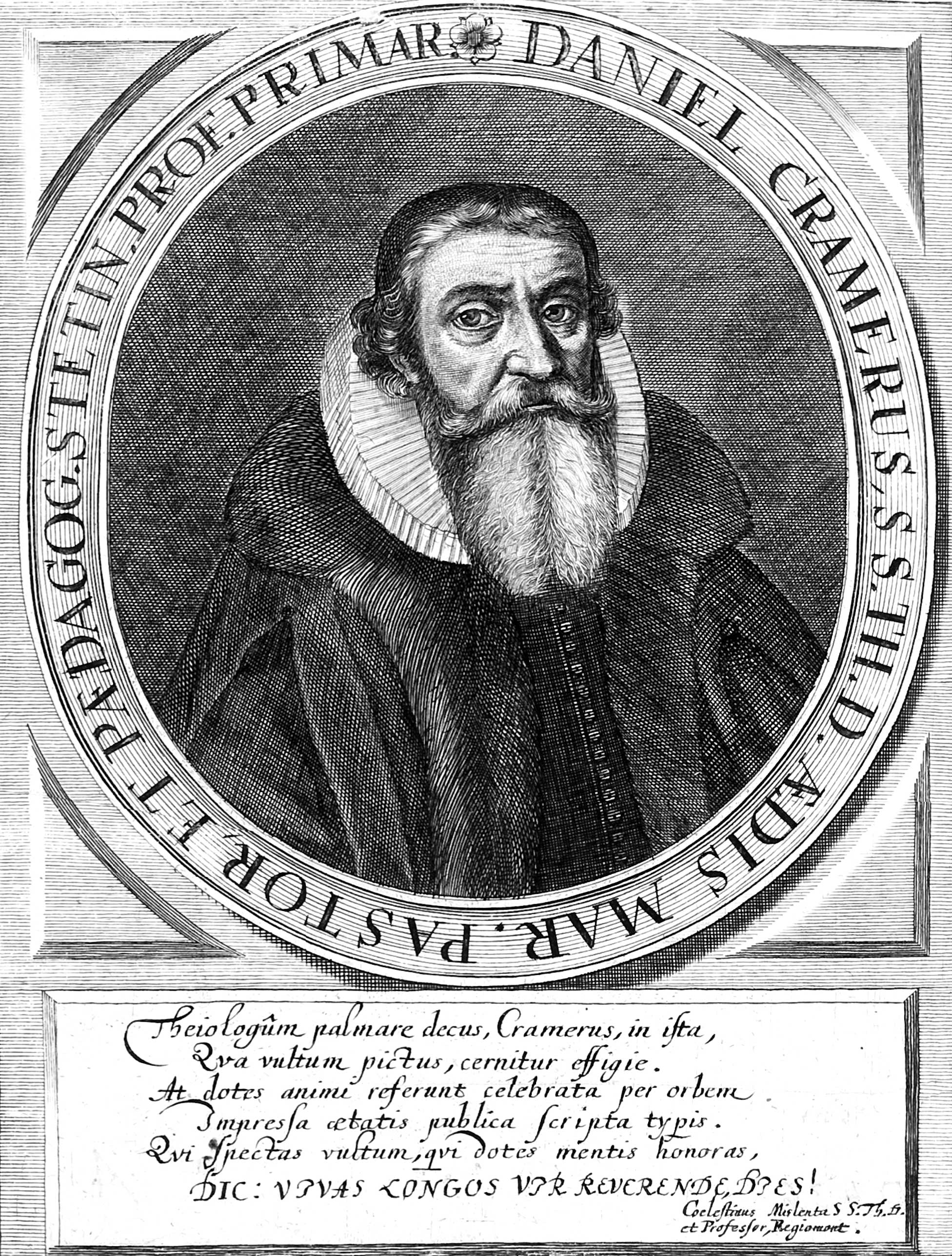
Daniel Cramer, Kupferstich

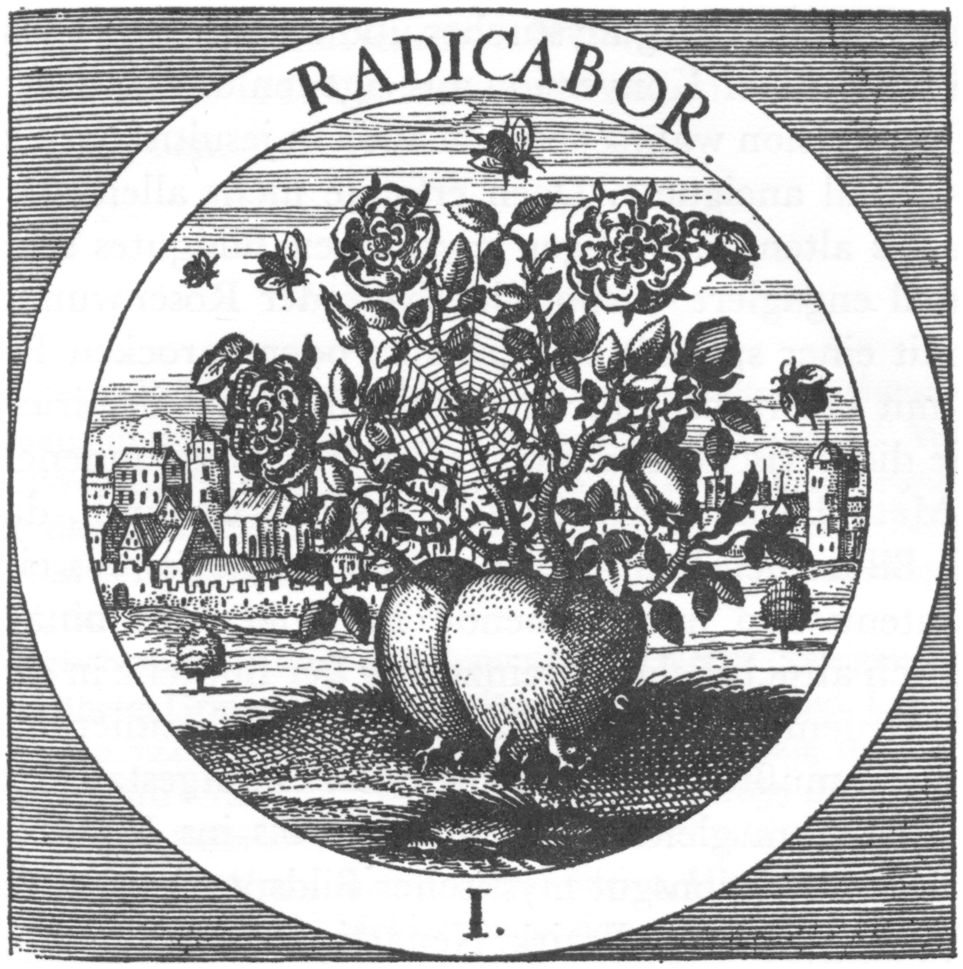
Radicabor: Daniel Cramers Emblem (1642) vereint die Sinnfelder Biene, Rose und Herz zur Allegorese des Heils

Daniel Cramer, auch Daniel Candidus (* 20. Januar 1568 in Reetz; † 5. Oktober 1637 in Stettin) war ein deutscher lutherischer Theologe, Chronist und Autor.

## Leben
Geboren als Sohn des lutherischen Predigers Martin Cramer, der in Reetz in der Neumark Pastor war, besuchte er zunächst die Schule seiner Heimatstadt. Ab 1581 war er in der Schule von Landsberg (Warthe), wo er Unterricht in der griechischen und lateinischen Sprache erhielt. 1584 wurde er mit sechzehn Jahren Schüler des Fürstlichen Pädagogium in Stettin, wo er möglicherweise noch bei Christoph Stymmelius Unterricht erhielt. Da durch den Kalvinistenstreit um Cramers Lehrer Konrad Berg, der Stymmelius' Gegner war, auch die Schule in Mitleidenschaft gezogen wurde, wechselte Cramer 1586 an das Gymnasium in Danzig, dann nach einem halbjährigen Aufenthalt in seiner Heimat nach Rostock. Im September 1588 wurde er an der Universität Rostock immatrikuliert, wo er unter anderem bei David Chyträus und Simon Pauli hörte und 1591 den akademischen Grad eines Magisters erwarb. In Rostock unterrichtete er Holger Rosenkrantz, den Sohn des dänischen Statthalters und Reichsrats Jørgen Ottesen Rosenkrantz. 1592 wurde Cramer nach Dänemark eingeladen. Auf der Reise verfasste er das Schuldrama Areteugenia, seinen ersten dramatischen Versuch.
Im gleichen Jahr wurde an der Universität Wittenberg eine außerordentliche Professur der Logik über das Organon (philosophische Doktrin) des Aristoteles eingerichtet, die Cramer am 9. Oktober 1592 antrat. Diese Tätigkeit, die nur auf 24 Monate angelegt war, wurde mit 50 Gulden jährlich vergütet. Hier entstand das 1593 gedruckte Schuldrama Plagium, das den Altenburger Prinzenraub zum Thema hat. Cramer, der von Nicodemus Frischlin beeinflusst war, wurde, ähnlich jung wie einst Stymmelius, einer der erfolgreichsten und glücklichsten Dramatiker der Zeit. Die Anprangerung der Misshandlung des Bauernstandes in seiner Areteugenia sowie vor allem das Schicksal der Köhler im Plagium sprechen dafür, dass Cramer Frischlins Parteinahme für unterdrückte Stände auch zu seiner eigenen gemacht hatte.
Für den akademischen Unterricht, besonders für künftige Theologen, schrieb Cramer in Wittenberg mit Isagoge in Metaphysicam Aristotelis das erste protestantische Lehrbuch zur aristotelischen Metaphysik. Es erschien 1594 in Hannover. Darin behandelte er, im Zuge einer Rückkehr zum genuinen Aristoteles, allein die Metaphysik des Meisters. Während seiner Wittenberger Zeit galt sein Interesse vornehmlich der Theologie des Aristoteles. Seine Methode bestand darin, nach der Art der Kommentare Philipp Melanchthons zur Ethik, Physik und Psychologie die Hauptaussagen aus einer Schrift des Aristoteles herauszugreifen und sie nach der philosophischen Methode der Zeit, ohne Zuhilfenahme fremder Ausleger, zu behandeln. Metaphysik hatte zu dieser Zeit in der christlichen Theologie einen Stellenwert in der Auseinandersetzung gegenüber Heiden und Ketzern, aber diesen Ansprüchen vermochte Cramers Werk nicht zu genügen. Es war zu knapp, bot zu viel natürliche Theologie und krankte an der Diktion. So wurde es bald von zahlreiche neueren Lehrbücher ersetzt.
Cramer wurde 1594 als Archidiakon an der Marienkirche, Professor am Pädagogium und Assessor am Stettiner Konsistorium nach Stettin berufen. 1597 wurde er Hofprediger und Hauptpastor an der Marienkirche und Inspektor des Pädagogiums. Im Sommersemester 1598 wurde er in Wittenberg zum Doktor der Theologie promoviert. Nach dem Tod seines Schwiegervaters Jakob Faber, der Generalsuperintendent von Pommern-Stettin gewesen war, versah er fünf Jahre lag interimistisch die Amtsgeschäfte des Generalsuperintendenten, bis 1618 mit David Reutzius ein neuer Generalsuperintendent ernannt wurde.
In seinen Schriften behandelte Cramer vorrangig philosophische und theologische Themen, gelegentlich auch unter dem Namen Daniel Candidus. Als streitbarer Lutheraner wandte er sich engagiert gegen Jesuiten und Calvinisten. So schrieb er im Jahre 1615 gegen den brandenburgischen Generalsuperintendenten Christoph Pelargus, der dem Calvinismus, der in Brandenburg Fuß fasste, kaum Widerstand entgegensetzte.
Neben einer großen Zahl philosophischer und theologischer Abhandlungen, Disputationen und Streitschriften ist Cramer in der pommerschen Geschichtsschreibung wichtig durch sein Großes Pommersches Kirchenchronikon, das erstmals 1602 und danach noch öfters, zuletzt 1628 von Cramer weiter bearbeitet und ergänzt erschien. Darin sind auch einige kurze Beschreibungen dramatischer Aufführungen am pommerschen Hof enthalten, über die aus anderen Quellen sonst keine Auskünfte vorliegen.
Im Jahre 1636 erblindete Cramer während einer Predigt und starb im folgenden Jahr. Er wurde in der Marienkirche in Stettin beigesetzt.

## Ehen und Nachkommen
Daniel Cramer heiratete 1595 in Stettin Erdtmuth Faber (1578–1608), Tochter des Generalsuperintendenten Jakob Faber. Aus der 13 Jahre dauernden Ehe sind vier Söhne und drei Töchter hervorgegangen: Der Sohn Johann Jacob Cramer (1599–1659), Pastor an der Johanneskirche (Danzig), und die Tochter Regina Cramer, die den Advokat am fürstlich pommerischen Hofgericht Alexander Seifert heiratete, überlebten den Vater. Daniel Cramer wurde Magister, und Gertraud Cramer heiratete den Syndikus der Wolgastischen Löblichen Landschaft und fürstlich pommerischen Hofgerichtsadvokaten, sowie Assessors des Schöppenstuhls in Stettin Marcus Schlävig. Die anderen Kinder starben jung.
Seine zweite Ehe ging Cramer 1609 in Stettin mit Elisabeth Bartholomai (1587–1655), Tochter des Kaufmanns Martin Bartholomai und der Anna (geb. Hencke), ein. Aus dieser 28-jährigen Ehe sind drei Söhne und sechs Töchter hervorgegangen. Sechs Töchter und der Sohn Martin (* 1610; † 1624), waren in Kindesalter verstorben. Die Söhne Philipp Cramer (1617–1665) und Friedrich Cramer (1623–1691), wurden ebenfalls Pfarrer.

## Schriften (Auswahl)
- Tractatus de Vita & Morte Jac. Backmeisteri. Rostock 1591.
- Areteugenia. 1592. (Drama)
- Plagium. 1593. (Komödie) (Volltext)
- Antiquarius, das ist: Gründliche Beschreibung unheyliger Heyligkeit und heyliger Unheyligkeit der Bäbste, Cardinäln, Abten, Praelaten, der Mönch, Nonnen und Jesuiten. Frankfurt/M. 1596 (Volltext).
- Isagoge in Metaphysicam Aristotelis. Hannover 1594, 1601.
- Synopsis trium librorum rhetoricorum Aristotelis. Stettin 1597.
- Tractatum de sublimi corporis bearorum spiritualis mysterio. Mühlhausen 1601.
- Areteugenia. De Aretino et Eugenia […] Fabula ficta et comice descripta. Leipzig 1602.
- Extract und kurtzer warhafftiger Bericht vom Colloquio zu Regensburg, zwischen unsern Theologen … und den Gehsuiten. Stettin 1602.
- Das Grosse Pommerische Kirchen-Chronikon. Vier Bände: Frankfurt/Main 1602, Stettin 1602, 1618, 1628.
  - Pommersche Kirchen-Chronica: Anno 1124 – Eingang 1601. Alten Stettin 1602 (Volltext).
- Methodus concionandi, de interpretatione cujusvis textus biblici, tam artificiosa quam populari. Stettin 1605.
- Scholas Prophericas in 6 Classen. Hamburg 1606.
- Disputationes octodecim de praecipuis Logicae Aristot. Partibus. Wittenberg 1607.
- Sanam doctrinam de praedestinatione. Stettin 1611.
- Inserenda apologetica ad inserenda Jacobum Gretseri. Wittenberg 1612.
- Bedenken auf C. Pelargi deutsche Confession. Wittenberg 1615.
- Societas Jesu et roseae crucis vera. Frankfurt Main 1617.
- Auslegung der ganzen heiligen Schrifft. Straßburg 1627.
- Octaginta emblemata moralia nova. Frankfurt/Main 1630 (Nachdruck: Georg Olms, Hildesheim 1981, ISBN 978-3-487-05356-1. – Digitalisat der Originalausgabe: archive.org).

## Neuere Ausgaben
- Federica Masiero (Hrsg.): Plagium. Comoedia von Daniel Cramer (1593) mit der deutschen Übersetzung von Bartholomäus Ringwaldt (1597). Weidler, Berlin 2009, ISBN 978-3-89693-547-2.